# Bellevue-la-Montagne
Bellevue-la-Montagne est une commune française située dans le département de la Haute-Loire, en région Auvergne-Rhône-Alpes.

## Géographie

### Localisation
La commune de Bellevue-la-Montagne se trouve dans le département de la Haute-Loire, en région Auvergne-Rhône-Alpes.
Elle est parcourue par la D 906 qui relie Bellevue-la-Montagne à Saint-Geneys-près-Saint-Paulien en passant par le col de la Croix de l'Arbre à 1 004 mètres d'altitude.
Elle se situe à 26 km par la route du Puy-en-Velay, préfecture du département, et à 11 km de Saint-Paulien, bureau centralisateur du canton de Saint-Paulien dont dépend la commune depuis 2015 pour les élections départementales.
Les communes les plus proches sont : 
Chomelix (4,7 km), Saint-Geneys-près-Saint-Paulien (6,6 km), Beaune-sur-Arzon (6,6 km), Saint-Pierre-du-Champ (6,9 km), Céaux-d'Allègre (7,2 km), Vorey (8,0 km), Monlet (8,3 km), Félines (8,3 km).
| Félines | Chomelix                 | Saint-Pierre-du-Champ           |
|         | Bellevue-sur-la-Montagne | Vorey                           |
| Monlet  | Céaux-d'Allègre          | Saint-Geneys-près-Saint-Paulien |

### Climat
Pour des articles plus généraux, voir Climat d'Auvergne-Rhône-Alpes et Climat de la Haute-Loire.
En 2010, le climat de la commune est de type climat des marges montargnardes, selon une étude du Centre national de la recherche scientifique s'appuyant sur une série de données couvrant la période 1971-2000. En 2020, Météo-France publie une typologie des climats de la France métropolitaine dans laquelle la commune est exposée à un climat de montagne ou de marges de montagne et est dans une zone de transition entre les régions climatiques « Nord-est du Massif Central » et « Sud-est du Massif Central ».
Pour la période 1971-2000, la température annuelle moyenne est de 8,3 °C, avec une amplitude thermique annuelle de 16,2 °C. Le cumul annuel moyen de précipitations est de 800 mm, avec 9,4 jours de précipitations en janvier et 7,3 jours en juillet. Pour la période 1991-2020, la température moyenne annuelle observée sur la station météorologique de Météo-France la plus proche, « Félines_sapc », sur la commune de Félines à 8 km à vol d'oiseau, est de 7,5 °C et le cumul annuel moyen de précipitations est de 930,5 mm,. Pour l'avenir, les paramètres climatiques de la commune estimés pour 2050 selon différents scénarios d'émission de gaz à effet de serre sont consultables sur un site dédié publié par Météo-France en novembre 2022.

## Urbanisme

### Typologie
Au 1er janvier 2024, Bellevue-la-Montagne est catégorisée commune rurale à habitat très dispersé, selon la nouvelle grille communale de densité à sept niveaux définie par l'Insee en 2022.
Elle est située hors unité urbaine. Par ailleurs la commune fait partie de l'aire d'attraction du Puy-en-Velay, dont elle est une commune de la couronne,. Cette aire, qui regroupe 59 communes, est catégorisée dans les aires de 50 000 à moins de 200 000 habitants,.

### Occupation des sols
L'occupation des sols de la commune, telle qu'elle ressort de la base de données européenne d’occupation biophysique des sols Corine Land Cover (CLC), est marquée par l'importance des territoires agricoles (53 % en 2018), une proportion sensiblement équivalente à celle de 1990 (52,7 %). La répartition détaillée en 2018 est la suivante : 
forêts (38,8 %), zones agricoles hétérogènes (31,3 %), prairies (21,5 %), milieux à végétation arbustive et/ou herbacée (7,5 %), zones urbanisées (0,8 %), terres arables (0,1 %). L'évolution de l’occupation des sols de la commune et de ses infrastructures peut être observée sur les différentes représentations cartographiques du territoire : la carte de Cassini (XVIIIe siècle), la carte d'état-major (1820-1866) et les cartes ou photos aériennes de l'IGN pour la période actuelle (1950 à aujourd'hui).

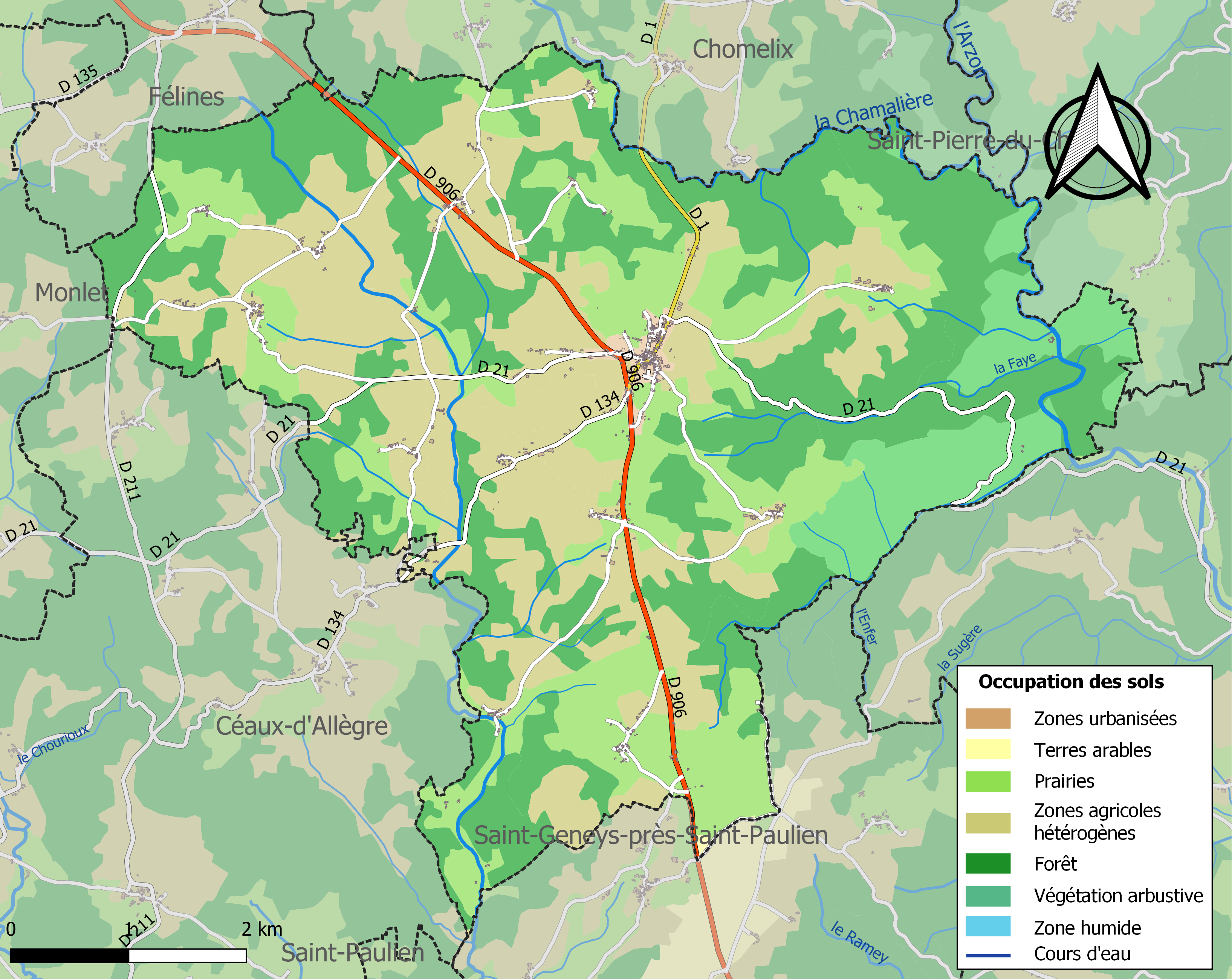
Carte des infrastructures et de l'occupation des sols de la commune en 2018 (CLC).
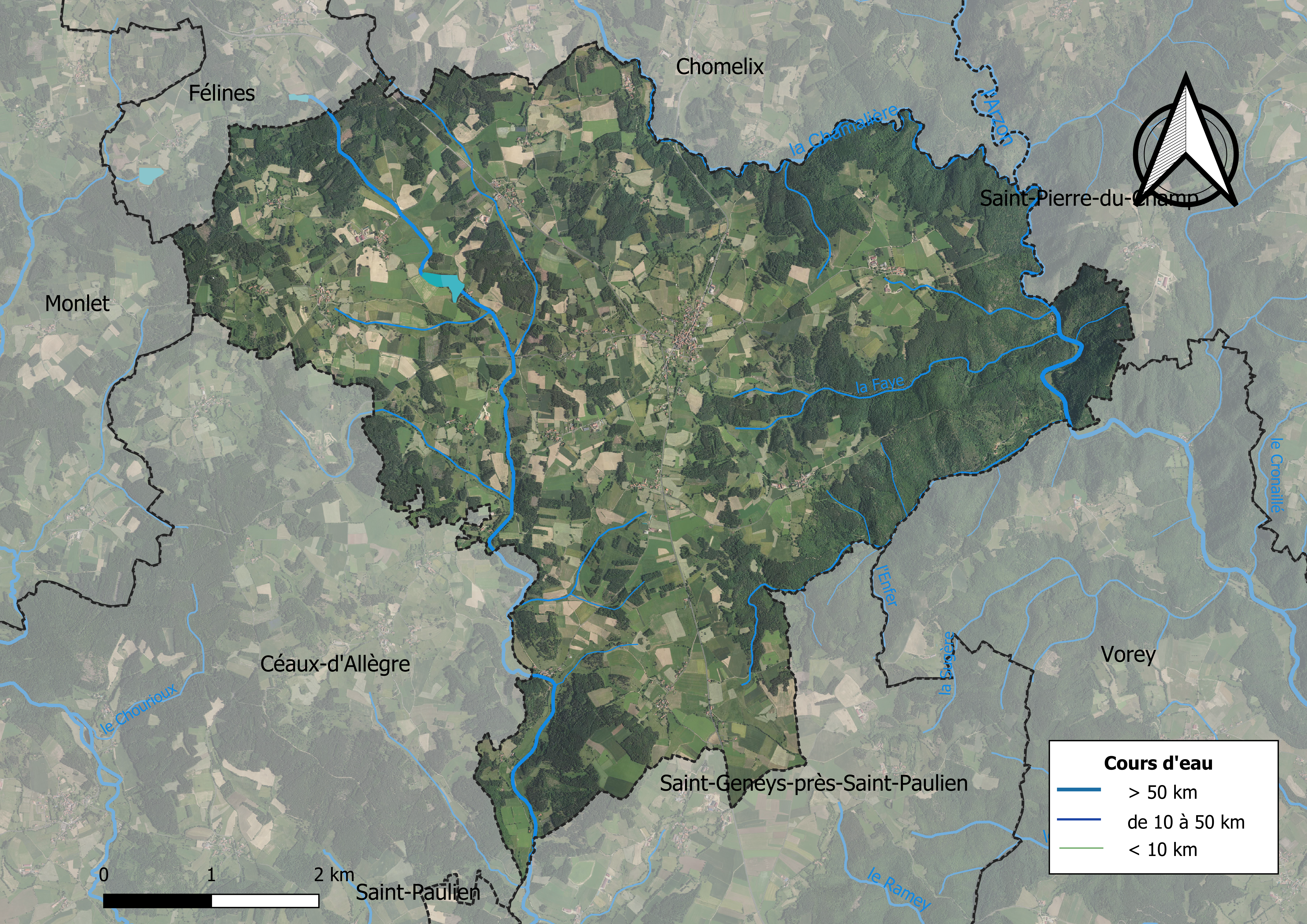
Carte orthophotographique de la commune.

### Habitat et logement
En 2018, le nombre total de logements dans la commune était de 416, alors qu'il était de 421 en 2013 et de 393 en 2008.
Parmi ces logements, 49,8 % étaient des résidences principales, 33,3 % des résidences secondaires et 16,9 % des logements vacants. Ces logements étaient pour 92,7 % d'entre eux des maisons individuelles et pour 6,8 % des appartements.
Le tableau ci-dessous présente la typologie des logements à Bellevue-la-Montagne en 2018 en comparaison avec celle de la Haute-Loire et de la France entière. Une caractéristique marquante du parc de logements est ainsi une proportion de résidences secondaires et logements occasionnels (33,3 %) supérieure à celle du département (16,1 %) et à celle de la France entière (9,7 %). Concernant le statut d'occupation de ces logements, 80,3 % des habitants de la commune sont propriétaires de leur logement (82,7 % en 2013), contre 70 % pour la Haute-Loire et 57,5 pour la France entière.
| Typologie                                               | Bellevue-la-Montagne | Haute-Loire | France entière |
| ------------------------------------------------------- | -------------------- | ----------- | -------------- |
| Résidences principales (en %)                           | 49,8                 | 71,5        | 82,1           |
| Résidences secondaires et logements occasionnels (en %) | 33,3                 | 16,1        | 9,7            |
| Logements vacants (en %)                                | 16,9                 | 12,4        | 8,2            |

## Toponymie
Bellevue-la-Montagne : toponyme dit « révolutionnaire » en 1793. La commune s'appelait Saint-Just auparavant. Elle prendra le nom de Saint-Just-près-Chomelix en 1801 mais reprendra son nom actuel en 1896.

## Histoire

### Antiquité
Des puits funéraires gallo-romains ont été découverts sur le territoire de la commune.

## Politique et administration

### Découpage territorial
La commune de Bellevue-la-Montagne est membre de la communauté d'agglomération du Puy-en-Velay, un établissement public de coopération intercommunale (EPCI) à fiscalité propre créé le 26 décembre 2016 dont le siège est à Le Puy-en-Velay. Ce dernier est par ailleurs membre d'autres groupements intercommunaux.
Sur le plan administratif, elle est rattachée à l'arrondissement du Puy-en-Velay, au département de la Haute-Loire, en tant que circonscription administrative de l'État, et à la région Auvergne-Rhône-Alpes.
Sur le plan électoral, elle dépend du canton de Saint-Paulien pour l'élection des conseillers départementaux, depuis le redécoupage cantonal de 2014 entré en vigueur en 2015, et de la deuxième circonscription de la Haute-Loire pour les élections législatives, depuis le redécoupage électoral de 1986.

### Élections municipales et communautaires

#### Élections de 2020
Le conseil municipal de Bellevue-la-Montagne, commune de moins de 1 000 habitants, est élu au scrutin majoritaire plurinominal à deux tours avec candidatures isolées ou groupées et possibilité de panachage. Compte tenu de la population communale, le nombre de sièges à pourvoir lors des élections municipales de 2020 est de 11. Sur les vingt-deux candidats en lice, neuf sont élus dès le premier tour, le 15 mars 2020, avec un taux de participation de 78,49 %. Les deux conseillers restant à élire sont élus au second tour, qui se tient le 28 juin 2020 du fait de la pandémie de Covid-19, avec un taux de participation de 41,13 %.
Michel Filere maire sortant, est réélu pour un nouveau mandat le 3 juillet 2020.
Dans les communes de moins de 1 000 habitants, les conseillers communautaires sont désignés parmi les conseillers municipaux élus en suivant l’ordre du tableau (maire, adjoints puis conseillers municipaux) et dans la limite du nombre de sièges attribués à la commune au sein du conseil communautaire. Un siège est attribué à la commune au sein de la communauté d'agglomération du Puy-en-Velay.

#### Liste des maires
| Période                                  | Période                    | Identité            | Étiquette | Qualité |
| ---------------------------------------- | -------------------------- | ------------------- | --------- | ------- |
| Les données manquantes sont à compléter. |                            |                     |           |         |
| juin 1888                                | décembre 1905              | Prosper Momplot     |           |         |
| mars 2008                                | avril 2014                 | Jean-Claude Recipon | dvg       |         |
| avril 2014                               | En cours (au 26 août 2014) | Michel Filere       |           |         |

### Élections nationales
| Scrutin             | Scrutin             | 1er tour | 1er tour | 1er tour | 1er tour | 1er tour | 1er tour | 1er tour | 1er tour    | 1er tour | 1er tour | 1er tour | 1er tour | 2d tour | 2d tour | 2d tour | 2d tour | 2d tour | 2d tour |
| Scrutin             | Scrutin             | 1er      | 1er      | %        | 2e       | 2e       | %        | 3e       | 3e          | %        | 4e       | 4e       | %        | 1er     | 1er     | %       | 2e      | 2e      | %       |
| ------------------- | ------------------- | -------- | -------- | -------- | -------- | -------- | -------- | -------- | ----------- | -------- | -------- | -------- | -------- | ------- | ------- | ------- | ------- | ------- | ------- |
| Présidentielle 2017 | Présidentielle 2017 |          | RN       | 28,48    |          | LR       | 22,19    |          | EM          | 15,89    |          | LFI      | 14,24    |         | EM      | 56,43   |         | RN      | 43,57   |
| Présidentielle 2022 | Présidentielle 2022 |          | RN       | 29,88    |          | LFI      | 16,57    |          | EM          | 14,50    |          | REC      | 8,88     |         | RN      | 55,97   |         | EM      | 44,03   |
| Législatives 2022   | 2e                  |          | LR       | 43,80    |          | RN       | 21,07    |          | LFI (NUPES) | 14,46    |          | PR (ENS) | 8,68     |         | LR      | 71,16   |         | LFI     | 28,84   |
| Législatives 2024   | 2e                  |          | RN       | 39,49    |          | LR       | 29,30    |          | PS (NFP)    | 19,11    |          | RE (ENS) | 8,92     |         | LR      | 56,00   |         | RN      | 44,00   |

## Population et société

### Démographie

#### Évolution démographique
L'évolution du nombre d'habitants est connue à travers les recensements de la population effectués dans la commune depuis 1793. Pour les communes de moins de 10 000 habitants, une enquête de recensement portant sur toute la population est réalisée tous les cinq ans, les populations de référence des années intermédiaires étant quant à elles estimées par interpolation ou extrapolation. Pour la commune, le premier recensement exhaustif entrant dans le cadre du nouveau dispositif a été réalisé en 2004.

En 2022, la commune comptait 448 habitants, en évolution de +10,34 % par rapport à 2016 (Haute-Loire : +0,36 %, France hors Mayotte : +2,11 %).
| 1793  | 1800  | 1806  | 1821  | 1831  | 1836  | 1841  | 1846  | 1851  |
| ----- | ----- | ----- | ----- | ----- | ----- | ----- | ----- | ----- |
| 1 310 | 1 133 | 1 365 | 1 424 | 1 536 | 1 651 | 1 616 | 1 609 | 1 547 |

| 1856  | 1861  | 1866  | 1872  | 1876  | 1881  | 1886  | 1891  | 1896  |
| ----- | ----- | ----- | ----- | ----- | ----- | ----- | ----- | ----- |
| 1 415 | 1 563 | 1 582 | 1 607 | 1 653 | 1 695 | 1 433 | 1 410 | 1 720 |

| 1901  | 1906  | 1911  | 1921  | 1926  | 1931  | 1936  | 1946  | 1954 |
| ----- | ----- | ----- | ----- | ----- | ----- | ----- | ----- | ---- |
| 1 758 | 1 544 | 1 576 | 1 370 | 1 280 | 1 256 | 1 149 | 1 054 | 893  |

| 1962 | 1968 | 1975 | 1982 | 1990 | 1999 | 2004 | 2006 | 2009 |
| ---- | ---- | ---- | ---- | ---- | ---- | ---- | ---- | ---- |
| 775  | 687  | 580  | 521  | 487  | 479  | 504  | 515  | 467  |

| 2014 | 2019 | 2022 | - | - | - | - | - | - |
| ---- | ---- | ---- | - | - | - | - | - | - |
| 420  | 445  | 448  | - | - | - | - | - | - |

#### Pyramide des âges
La population de la commune est relativement âgée.
En 2018, le taux de personnes d'un âge inférieur à 30 ans s'élève à 26,3 %, soit en dessous de la moyenne départementale (31 %). À l'inverse, le taux de personnes d'âge supérieur à 60 ans est de 36,8 % la même année, alors qu'il est de 31,1 % au niveau départemental.
En 2018, la commune comptait 222 hommes pour 210 femmes, soit un taux de 51,39 % d'hommes, largement supérieur au taux départemental (49,13 %).
Les pyramides des âges de la commune et du département s'établissent comme suit.
| Hommes | Classe d’âge | Femmes |
| ------ | ------------ | ------ |
| 0,9    | 90 ou +      | 0,5    |
| 9,6    | 75-89 ans    | 14,8   |
| 24,0   | 60-74 ans    | 24,1   |
| 21,8   | 45-59 ans    | 20,8   |
| 17,9   | 30-44 ans    | 13,0   |
| 11,8   | 15-29 ans    | 13,0   |
| 14,0   | 0-14 ans     | 13,9   |

| Hommes | Classe d’âge | Femmes |
| ------ | ------------ | ------ |
| 0,9    | 90 ou +      | 2,5    |
| 8,4    | 75-89 ans    | 11,7   |
| 20,4   | 60-74 ans    | 20,5   |
| 21,3   | 45-59 ans    | 20,3   |
| 16,8   | 30-44 ans    | 16,3   |
| 15,2   | 15-29 ans    | 13,2   |
| 17     | 0-14 ans     | 15,6   |

## Économie

### Revenus
En 2018, la commune compte 206 ménages fiscaux, regroupant 435 personnes. La médiane du revenu disponible par unité de consommation est de 18 880 € (20 800 € dans le département).

### Emploi
| Division       | 2008  | 2013  | 2018  |
| -------------- | ----- | ----- | ----- |
| Commune        | 8,2 % | 8,2 % | 8,8 % |
| Département    | 6,3 % | 7,7 % | 7,7 % |
| France entière | 8,3 % | 10 %  | 10 %  |

En 2018, la population âgée de 15 à 64 ans s'élève à 252 personnes, parmi lesquelles on compte 68,8 % d'actifs (60 % ayant un emploi et 8,8 % de chômeurs) et 31,2 % d'inactifs,. Depuis 2008, le taux de chômage communal (au sens du recensement) des 15-64 ans est supérieur à celui du département, mais inférieur à celui de la France.
La commune fait partie de la couronne de l'aire d'attraction du Puy-en-Velay, du fait qu'au moins 15 % des actifs travaillent dans le pôle,. Elle compte 85 emplois en 2018, contre 90 en 2013 et 186 en 2008. Le nombre d'actifs ayant un emploi résidant dans la commune est de 152, soit un indicateur de concentration d'emploi de 55,7 % et un taux d'activité parmi les 15 ans ou plus de 47 %.
Sur ces 152 actifs de 15 ans ou plus ayant un emploi, 40 travaillent dans la commune, soit 26 % des habitants. Pour se rendre au travail, 85,4 % des habitants utilisent un véhicule personnel ou de fonction à quatre roues, 6,4 % s'y rendent en deux-roues, à vélo ou à pied et 8,3 % n'ont pas besoin de transport (travail au domicile).

### Activités hors agriculture
29 établissements sont implantés à Bellevue-la-Montagne au 31 décembre 2019. Le tableau ci-dessous en détaille le nombre par secteur d'activité et compare les ratios avec ceux du département,.
| Secteur d'activité                                                                                        | Commune | Commune | Département |
| Secteur d'activité                                                                                        | Nombre  | %       | %           |
| --- | ------- | ------- | ----------- |
| Ensemble                                                                                                  | 29      |         |             |
| Industrie manufacturière, industries extractives et autres                                                | 7       | 24,1 %  | (14,2 %)    |
| Construction                                                                                              | 8       | 27,6 %  | (13,9 %)    |
| Commerce de gros et de détail, transports, hébergement et restauration                                    | 7       | 24,1 %  | (28,8 %)    |
| Information et communication                                                                              | 1       | 3,4 %   | (1,9 %)     |
| Activités financières et d'assurance                                                                      | 1       | 3,4 %   | (4,4 %)     |
| Activités spécialisées, scientifiques et techniques et activités de services administratifs et de soutien | 3       | 10,3 %  | (11,6 %)    |
| Autres activités de services                                                                              | 2       | 6,9 %   | (8 %)       |

Le secteur de la construction est prépondérant sur la commune puisqu'il représente 27,6 % du nombre total d'établissements de la commune (8 sur les 29 entreprises implantées à Bellevue-la-Montagne), contre 13,9 % au niveau départemental.

### Agriculture
La commune fait partie de la petite région agricole dénommée « Monts du Forez ». En 2010, l'orientation technico-économique de l'agriculture sur la commune est la production de bovins, orientation élevage et viande.
|                                   | 1988  | 2000 | 2010 |
| --------------------------------- | ----- | ---- | ---- |
| Exploitations                     | 41    | 30   | 21   |
| Superficie agricole utilisée (ha) | 1 391 | 1365 | 1317 |

Le nombre d'exploitations agricoles en activité et ayant leur siège dans la commune est passé de 41 en 1988 à 30 en 2000 puis à 21 en 2010, soit une baisse de 49 % en 22 ans. Le même mouvement est observé à l'échelle du département qui a perdu pendant cette période 43 % de ses exploitations. La surface agricole utilisée sur la commune a également diminué, passant de 1 391 ha en 1988 à 1 317 ha en 2010. Parallèlement la surface agricole utilisée moyenne par exploitation a augmenté, passant de 34 à 63 ha.

## Culture locale et patrimoine

### Lieux et monuments
- Église Saint-Just ;
- Ancien château de Bellevue-la-Montagne.

### Personnalités liées à la commune
- Prosper Momplot, né le 13 janvier 1847 à Saint-Just-près-Chomelix[37], qui, après avoir été instituteur et exercé divers métiers, fut un militant et leader syndicaliste important des mines de Firminy (Loire) où il décède le 22 juillet 1914 après avoir été élu maire de sa commune natale en 1890[38].
- L'écrivain, cinéaste, théoricien stratège révolutionnaire français Guy Debord, propriétaire du mas le Minour[39] au lieu-dit Champot Bas, s'y est suicidé le 30 novembre 1994.